# 春風亭柳花
春風亭 柳花（しゅんぷうてい りゅうか）は、落語家の名前。
- 春風亭柳花 - 本項にて記述。春麗亭柳花とも。
- 春麗亭柳花 - かしくから改名。上記柳花と同一人物である可能性もある。
- 春風亭柳花 - 現∶春風亭昇乃進

春風亭 柳花（しゅんぷうてい りゅうか、1852年6月25日 - 1915年12月30日）は、落語家。本名∶松平 乗房。
三代目麗々亭柳橋の弟子。長く柳派の書記役を務め、頭取の師を援けた。『落語家名前欄』の著者。